# Campeonato Brasileiro Série B
Campeonato Brasileiro Série B – druga liga brazylijska. Obecnie liga, która zadebiutowała w 1971 roku, składa się z 20 klubów. Zarówno liczba zespołów, jak i format rozgrywek drugiej ligi zmieniały się co roku, a w niektórych latach druga liga wcale nie prowadziła rozgrywek.

## Lista klubów sezonu 2018
| Klub                | Miasto        | Stan | Stadion              | Pojemność |
| ------------------- | ------------- | ---- | -------------------- | --------- |
| Atlético Goianiense | Goiânia       | GO   | Pedro Ludovico       | 13 500    |
| Avaí                | Florianópolis | SC   | Estádio da Ressacada | 17 800    |
| Boa Esporte         | Varginha      | MG   | Melão                | 15 471    |
| Brasil de Pelotas   | Pelotas       | RS   | Bento Freitas        | 12 314    |
| Coritiba            | Curitiba      | PR   | Couto Pereira        | 40 502    |
| CRB                 | Maceió        | AL   | Rei Pelé             | 17 126    |
| Criciúma            | Criciúma      | SC   | Heriberto Hülse      | 19 300    |
| CSA                 | Maceió        | AL   | Rei Pelé             | 17 126    |
| Figueirense         | Florianópolis | SC   | Orlando Scarpelli    | 19 584    |
| Fortaleza EC        | Fortaleza     | CE   | Arena Castelão       | 63 903    |
| Goiás EC            | Goiânia       | GO   | Serra Dourada        | 42 000    |
| Guarani FC          | Campinas      | SP   | Brinco de Ouro       | 29 130    |
| EC Juventude        | Caxias do Sul | RS   | Alfredo Jaconi       | 19 924    |
| Londrina EC         | Londrina      | PR   | Estádio do Café      | 31 000    |
| Oeste               | Barueri       | SP   | Arena Barueri        | 31 452    |
| Paysandu SC         | Belém         | PA   | Mangueirão           | 45 007    |
| AA Ponte Preta      | Campinas      | SP   | Moisés Lucarelli     | 17 728    |
| Sampaio Corrêa      | São Luís      | MA   | Castelão             | 40 149    |
| EC São Bento        | Sorocaba      | SP   | Walter Ribeiro       | 13 772    |
| Vila Nova FC        | Goiânia       | GO   | Serra Dourada        | 42 000    |

## Mistrzowie Série B
| Rok            | Mistrz                    | Wynik              | Wicemistrz                | Uwagi |
| -------------- | ------------------------- | ------------------ | ------------------------- | --- |
| 1971 Szczegóły | Villa Nova AC (MG)        | 0 – 1 3 – 0        | Remo (PA)                 | |
| 1972 Szczegóły | Sampaio Corrêa (MA)       | 1 – 1              | Campinense (PB)           | Sampaio Corrêa wygrał w rzutach karnych 5:4 |
| 1973-1979      | Nie rozgrywano            | Nie rozgrywano     | Nie rozgrywano            | Nie rozgrywano |
| 1980 Szczegóły | Londrina (PR)             | 1 – 1 4 – 0        | CSA (AL)                  | |
| 1981 Szczegóły | Guarani FC (SP)           | 4 – 2 1 – 1        | Anapolina (GO)            | |
| 1982 Szczegóły | Campo Grande (RJ)         | 3 – 4 2 – 1 3 – 0  | CSA (AL)                  | |
| 1983 Szczegóły | Juventus (SP)             | 1 – 3 3 – 0 1 – 0  | CSA (AL)                  | |
| 1984 Szczegóły | Uberlândia (MG)           | 1 – 0 0 – 0        | Remo (PA)                 | |
| 1985 Szczegóły | Tuna Luso (PA)            |                    | Goytacaz (RJ)             | Nie było finałowego meczu, gdyż w końcowej rozgrywce wzięły udział 3 kluby i grały ze sobą systemem każdy z każdym mecz i rewanż. Tuna Luso, który uzyskał najwięcej punktów, zdobył mistrzostwo ligi.                       |
| 1986-1987      | Nie rozgrywano (*)        | Nie rozgrywano (*) | Nie rozgrywano (*)        | Nie rozgrywano (*) |
| 1988 Szczegóły | Inter de Limeira (SP)     | 1 – 0              | Náutico (PE)              | |
| 1989 Szczegóły | Bragantino (SP)           | 1 – 0 2 – 1        | São José (SP)             | |
| 1990 Szczegóły | Sport (PE)                | 1 – 1 0 – 0        | Athletico Paranaense (PR) | Sport ogłoszony został mistrzem z powodu większej liczby punktów zdobytych podczas mistrzowskich rozgrywek |
| 1991 Szczegóły | Paysandu SC (PA)          | 0 – 1 2 – 0        | Guarani FC (SP)           | |
| 1992 Szczegóły | Paraná Clube (PR)         | 2 – 1 1 – 0        | Vitória (BA)              | |
| 1993           | Nie rozgrywano            | Nie rozgrywano     | Nie rozgrywano            | Nie rozgrywano |
| 1994 Szczegóły | EC Juventude (RS)         | 1 – 2 2 – 1        | Goiás EC (GO)             | Juventude ogłoszony został mistrzem z powodu większej liczby punktów zdobytych podczas mistrzowskich rozgrywek |
| 1995 Szczegóły | Athletico Paranaense (PR) |                    | Coritiba (PR)             | W latach 1995–1999 mistrzostwa drugiej ligi nie miały finału, gdyż do końcowego etapu rozgrywek kwalifikowały się 4 kluby, które następnie grały każdy z każdym, a klub, który zdobył najwięcej punktów został mistrzem.     |
| 1996 Szczegóły | União São João (SP)       |                    | América (RN)              | W latach 1995–1999 mistrzostwa drugiej ligi nie miały finału, gdyż do końcowego etapu rozgrywek kwalifikowały się 4 kluby, które następnie grały każdy z każdym, a klub, który zdobył najwięcej punktów został mistrzem.     |
| 1997 Szczegóły | América (MG)              |                    | Ponte Preta (SP)          | W latach 1995–1999 mistrzostwa drugiej ligi nie miały finału, gdyż do końcowego etapu rozgrywek kwalifikowały się 4 kluby, które następnie grały każdy z każdym, a klub, który zdobył najwięcej punktów został mistrzem.     |
| 1998 Szczegóły | Gama (DF)                 |                    | Botafogo (SP)             | W latach 1995–1999 mistrzostwa drugiej ligi nie miały finału, gdyż do końcowego etapu rozgrywek kwalifikowały się 4 kluby, które następnie grały każdy z każdym, a klub, który zdobył najwięcej punktów został mistrzem.     |
| 1999 Szczegóły | Goiás EC (GO)             |                    | Santa Cruz (PE)           | W latach 1995–1999 mistrzostwa drugiej ligi nie miały finału, gdyż do końcowego etapu rozgrywek kwalifikowały się 4 kluby, które następnie grały każdy z każdym, a klub, który zdobył najwięcej punktów został mistrzem.     |
| 2000           | Nie rozgrywano            | Nie rozgrywano     | Nie rozgrywano            | Nie rozgrywano |
| 2001 Szczegóły | Paysandu SC (PA)          |                    | Figueirense (SC)          | Mistrzostwa nie miały finałowego meczu, gdyż cztery najlepsze kluby trzeciej rundy grały ze sobą każdy z każdym, a klub z największą liczbą punktów został zwycięzcą drugiej ligi.                                           |
| 2002 Szczegóły | Criciúma (SC)             | 0 – 2 4 – 1        | Fortaleza (CE)            | |
| 2003 Szczegóły | SE Palmeiras (SP)         |                    | Botafogo (RJ)             | W latach 2003–2005 mistrzostwa drugiej ligi nie miały finałowego meczu, gdyż cztery najlepsze kluby trzeciej rundy grały ze sobą każdy z każdym, a klub z największą liczbą punktów został zwycięzcą drugiej ligi.           |
| 2004 Szczegóły | Brasiliense (DF)          |                    | Fortaleza (CE)            | W latach 2003–2005 mistrzostwa drugiej ligi nie miały finałowego meczu, gdyż cztery najlepsze kluby trzeciej rundy grały ze sobą każdy z każdym, a klub z największą liczbą punktów został zwycięzcą drugiej ligi.           |
| 2005 Szczegóły | Grêmio (RS)               |                    | Santa Cruz (PE)           | W latach 2003–2005 mistrzostwa drugiej ligi nie miały finałowego meczu, gdyż cztery najlepsze kluby trzeciej rundy grały ze sobą każdy z każdym, a klub z największą liczbą punktów został zwycięzcą drugiej ligi.           |
| 2006 Szczegóły | Atlético Mineiro (MG)     |                    | Sport (PE)                | Począwszy od roku 2006 rozgrywki prowadzone były takim samym systemem jak w pierwszej lidze – czyli kluby grały ze sobą każdy z każdym mecz i rewanż, a klub, który zdobył najwięcej punktów zostawał mistrzem drugiej ligi. |
| 2007 Szczegóły | Coritiba (PR)             |                    | Ipatinga (MG)             | Począwszy od roku 2006 rozgrywki prowadzone były takim samym systemem jak w pierwszej lidze – czyli kluby grały ze sobą każdy z każdym mecz i rewanż, a klub, który zdobył najwięcej punktów zostawał mistrzem drugiej ligi. |
| 2008 Szczegóły | Corinthians Paulista (SP) |                    | Santo André (SP)          | Począwszy od roku 2006 rozgrywki prowadzone były takim samym systemem jak w pierwszej lidze – czyli kluby grały ze sobą każdy z każdym mecz i rewanż, a klub, który zdobył najwięcej punktów zostawał mistrzem drugiej ligi. |
| 2009 Szczegóły | CR Vasco da Gama (RJ)     |                    | Guarani FC (SP)           | Począwszy od roku 2006 rozgrywki prowadzone były takim samym systemem jak w pierwszej lidze – czyli kluby grały ze sobą każdy z każdym mecz i rewanż, a klub, który zdobył najwięcej punktów zostawał mistrzem drugiej ligi. |
| 2010 Szczegóły | Coritiba (PR)             |                    | Figueirense (SC)          | Począwszy od roku 2006 rozgrywki prowadzone były takim samym systemem jak w pierwszej lidze – czyli kluby grały ze sobą każdy z każdym mecz i rewanż, a klub, który zdobył najwięcej punktów zostawał mistrzem drugiej ligi. |
| 2011 Szczegóły | Portuguesa (SP)           |                    | Náutico (PE)              | Począwszy od roku 2006 rozgrywki prowadzone były takim samym systemem jak w pierwszej lidze – czyli kluby grały ze sobą każdy z każdym mecz i rewanż, a klub, który zdobył najwięcej punktów zostawał mistrzem drugiej ligi. |
| 2012 Szczegóły | Goiás EC (GO)             |                    | Criciúma (SC)             | Począwszy od roku 2006 rozgrywki prowadzone były takim samym systemem jak w pierwszej lidze – czyli kluby grały ze sobą każdy z każdym mecz i rewanż, a klub, który zdobył najwięcej punktów zostawał mistrzem drugiej ligi. |
| 2013 Szczegóły | SE Palmeiras (SP)         |                    | Chapecoense (SC)          | |
| 2014 Szczegóły | Joinville (SC)            |                    | Ponte Preta (SP)          | |
| 2015 Szczegóły | Botafogo (RJ)             |                    | Vitória (BA)              | |
| 2016 Szczegóły | Atlético Goianiense (GO)  |                    | Avaí (SC)                 | |
| 2017 Szczegóły | América Mineiro (MG)      |                    | Internacional (RS)        | |
| 2018 Szczegóły | Fortaleza EC (CE)         |                    | CSA (AL)                  | |
| 2019 Szczegóły | Bragantino (SP)           |                    | Sport (PE)                | |

(*) W roku 1987 CBF zorganizowała w zastęsptwie rozgrywek drugoligowych tak zwany Żółty Moduł. Zobacz Copa União.

## Lista mistrzów drugiej ligi brazylijskiej
| Klub                 | Stan              | Tytuły |
| -------------------- | ----------------- | ------ |
| América Mineiro      | Minas Gerais      | 2      |
| Coritiba             | Parana            | 2      |
| Bragantino           | São Paulo         | 2      |
| Goiás EC             | Goiás             | 2      |
| SE Palmeiras         | São Paulo         | 2      |
| Paysandu SC          | Pará              | 2      |
| Atlético Goianiense  | Goiás             | 1      |
| Atlético Mineiro     | Minas Gerais      | 1      |
| Athletico Paranaense | Parana (stan)     | 1      |
| Brasiliense          | Distrito Federal  | 1      |
| Botafogo             | Rio de Janeiro    | 1      |
| Campo Grande         | Rio de Janeiro    | 1      |
| Corinthians Paulista | São Paulo         | 1      |
| Criciúma             | Santa Catarina    | 1      |
| Fortaleza EC         | Ceará             | 1      |
| Gama                 | Distrito Federal  | 1      |
| Grêmio               | Rio Grande do Sul | 1      |
| Guarani FC           | São Paulo         | 1      |
| Inter de Limeira     | São Paulo         | 1      |
| Joinville            | Santa Catarina    | 1      |
| EC Juventude         | Rio Grande do Sul | 1      |
| Juventus             | São Paulo         | 1      |
| Londrina             | Parana (stan)     | 1      |
| Paraná Clube         | Parana (stan)     | 1      |
| Portuguesa           | São Paulo         | 1      |
| Sampaio Corrêa       | Maranhão          | 1      |
| Sport Recife         | Pernambuco        | 1      |
| Tuna Luso            | Pará              | 1      |
| Uberlândia           | Minas Gerais      | 1      |
| União São João       | São Paulo         | 1      |
| CR Vasco da Gama     | Rio de Janeiro    | 1      |
| Villa Nova AC        | Minas Gerais      | 1      |

## Brazylijskie stany według liczby tytułów mistrza drugiej ligi brazylijskiej
| Stan              | Tytuły |
| ----------------- | ------ |
| São Paulo         | 10     |
| Parana (stan)     | 5      |
| Minas Gerais      | 5      |
| Rio de Janeiro    | 3      |
| Pará              | 3      |
| Goiás             | 3      |
| Santa Catarina    | 2      |
| Distrito Federal  | 2      |
| Rio Grande do Sul | 2      |
| Ceará             | 1      |
| Maranhão          | 1      |
| Pernambuco        | 1      |